# Seidenfabrik in Tomioka
Koordinaten: 36° 15′ 19″ N, 138° 53′ 16″ O
Die Seidenfabrik in Tomioka (japanisch 富岡製糸場 Tomioka Seishijō) ist ein Industriedenkmal in Tomioka, Präfektur Gunma, Japan. Sie war die, 1872 in der Meijizeit gegründete, erste moderne Seidenspinnerei Japans. Nach der erzwungenen Öffnung Japans ist sie ein Zeugnis des „Eintritts des Landes in die moderne industrialisierte Welt“.
Das gesamte Gelände, einschließlich der dazugehörigen Umgebung wurde als „nationales historisches Gelände“ und die ursprünglichen Gebäude wurden als nationale Schätze und wichtige Kulturgüter Japans ausgewiesen. 2014 wurde es als „Stätten der Seidenspinnerei in Tomioka“ in die Liste des UNESCO-Weltkulturerbes aufgenommen.

## Geschichte
Kurz nach der Meiji-Restauration im späten 19. Jahrhundert beschleunigte die japanische Regierung die Modernisierung Japans, um die europäischen Länder einzuholen. Japanische Rohseide war der wichtigste Exportartikel und stützte das Wachstum der japanischen Wirtschaft zu dieser Zeit. Während dieses Booms begann die japanische Seidenindustrie jedoch, die Qualität ihrer Seide der Quantität zu opfern, was dem Ruf Japans als Rohseidenhersteller schnell schadete. Infolgedessen beschloss die japanische Regierung, die Seidenfabrik in Tomioka als Modellseidenfabrik einzurichten, die mit modernsten Maschinen ausgestattet wurde, um die Qualität der Rohseide zu verbessern. 1870 recherchierte Paul Brunat, der in einer französischen Handelsfirma in Yokohama arbeitete, nach geeigneten Standorten für eine Seidenfabrik in der Kantō-Region und wählte den Standort in Tomioka unter den Kandidaten aus. Der Bau begann im Jahr 1871 und wurde im Juli des nächsten Jahres abgeschlossen. Drei Monate später nahm die Fabrik den Betrieb auf. Zu Beginn gab es 150 Seidenwickelmaschinen (300 Becken), und ungefähr 400 Arbeiterinnen bedienten die Maschinen in der Fabrik. Der Lebensstil der Arbeiter wurde im Tagebuch von Wada Ei (Yokota) festgehalten.

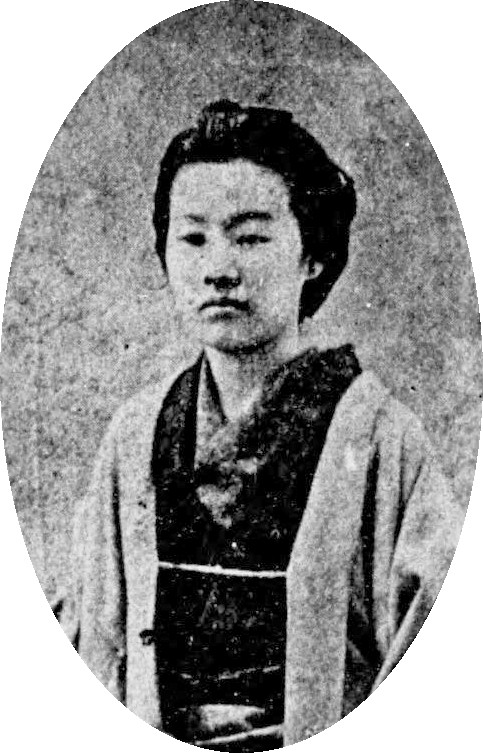
Wada Ei (Yokota)

Die Seidenfabrik in Tomioka hat sich darauf konzentriert, hochwertige Rohseide anzubieten. Aber obwohl ihre Seide in Übersee für ihre hohe Qualität einen guten Ruf genoss, war das Geschäft immer in den roten Zahlen. Auch nach Kostensenkungen litten sie weiterhin unter chronischen Defiziten. Infolgedessen beschloss die Regierung, die Seidenfabrik in Tomioka zu privatisieren und ihr Geschäft 1893 an die Mitsui Group zu übertragen. 1902 wurde sie erneut von der Mitsui Group an die Hara Company übertragen. Im Jahr 1939 (dem 14. Jahr der Showa-Ära) wurde die Seidenfabrik in Tomioka an Katakura Industries Co., Ltd., das größte Seidenunternehmen in Japan, übertragen. Die Fabrik trug aktiv zum Wachstum der japanischen Wirtschaft während und nach dem Zweiten Weltkrieg bei. Die Seidenfabrik in Tomioka wurde im März 1987 geschlossen und ist als historische Stätte sehr gepflegt. 2005 wurde die Seidenfabrik in Tomioka von der Regierung als historische Stätte ausgewiesen und an die Stadt Tomioka übergeben. Am 21. Juni 2014 wurde sie als Kulturstätte in die Liste des Weltkulturerbes aufgenommen.

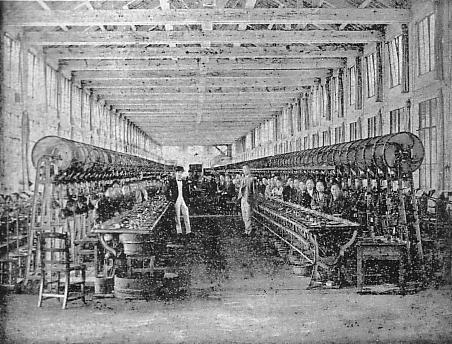
Seidenmaschinenhalle in der Meijizeit
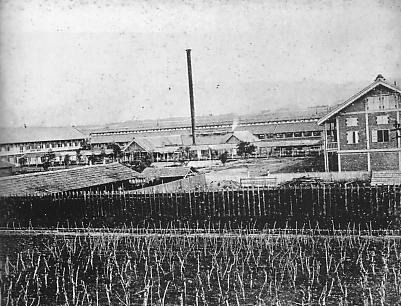
Seidenfabrik in der Meijizeit (1868–1912)
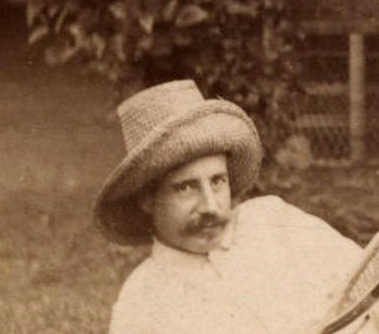
Paul Brunat (1870)
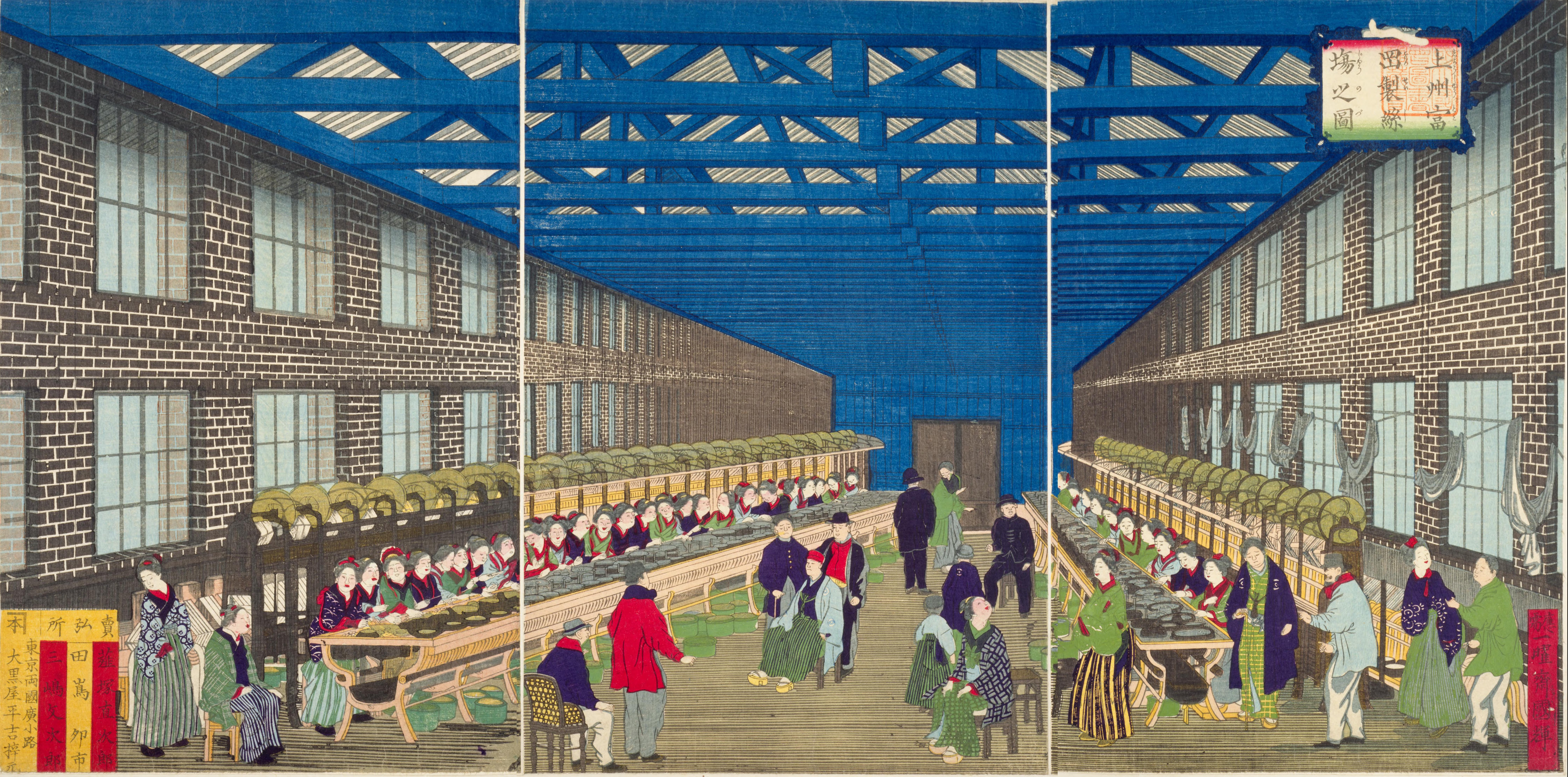
Seidenmaschinenhalle auf einem japanischen Farbholzschnitt

## Beschreibung
Die Seidenfabrik in Tomioka war eine von der japanischen Regierung am 4. November 1872 gegründete große Fabrik in der Altstadt von Tomioka, um moderne Maschinen zur Seidenproduktion aus Frankreich einzuführen und ihre Technologie in Japan zu verbreiten. Alle Gebäude dieser Modellseidenfabrik wurden von dem französischen Ingenieur Paul Brunat entworfen und sind in einem sehr guten Zustand erhalten. Paul Brunat organisierte die Fabrik nach damaligem französischem Standard, einschließlich freiem Wochenende und Krankenfürsorge. Diese ehemalige Staatsfabrik umfasst folgende Bauteile:
- Das „östliche Lagerhaus“ wurde als Lager für die Seidenkokons genutzt. Heute beherbergt es eine Ausstellung, die die Seidenherstellung von der Seidenraupe bis zum fertigen Seidenprodukt anschaulich darstellt, einen Filmvorführraum und einen Souvenir-Laden.
- Das „westliche Lagerhaus“ war wie das 1872 gebaute östliche Lagerhaus ein Lager für Seidenkokons aus der Kokon-Trocknungsanlage. Derzeit wird es, so wie die Kokon-Trocknungsanlage, aufwendig restauriert, soll aber im Jahre 2020 der Öffentlichkeit zugänglich gemacht werden.[3]
- „Maschinenhalle“: Die dazwischen liegende Maschinenhalle ist mit den Seidenwickelmaschinen die Werkstatt der Seidenproduktion, die mit großen Fensterfronten ausgestattet ist. Da es zu dieser Zeit noch kein elektrisches Licht gab, wurde die Seidenfabrik von Sonnenaufgang bis Sonnenuntergang betrieben. Beachtenswert ist auch die hölzerne Dachstuhlkonstruktion, die eine Halle ohne Stützpfeiler in der Mitte ermöglicht.
- „Dampfmaschine“: Die Dampfmaschine ist ein Nachbau der damaligen Antriebsquelle, die die Seidenwickelmaschinen in der Werkstatthalle antrieb. Diese Dampfmaschine ist funktionstüchtig.[4]
- „Schornstein“: Der Schornstein war Teil der Dampfmaschine und diente der Abfuhr der Abgase.
- „Stahlwassertank“: Der Stahlwassertank war für die Wasserversorgung in der Seidenproduktion notwendig.[5] Er ersetzte 1875 das aus Ziegelsteinen gebaute Wasserspeicherbecken. Mit einem Durchmesser von 15,2 Meter und einer maximalen Tiefe von 2,4 Meter, ist er einer der ältesten Stahlkonstruktionen in Japan. Es wird angenommen, dass der runde Stahlwassertank aus importierten Stahlplatten in der Yokosuka-Marine-Werft, der Yokohama-Eisenwerke, hergestellt wurde. Die Stahlplatten wurden vor Ort mit aus dem Schiffsbau stammenden Nieten zusammengefügt und auf Steinpfeiler gestellt.
- „Villa des französischen Fabrikdirektors Paul Brunat“: Einer Anekdote zufolge, sollen die Arbeiterinnen gedacht haben, dass der Fabrikdirektor Paul Brunat sich von Blut ernähre, da er jeden Abend auf dem Balkon seiner Villa ein Glas mit einer roten Flüssigkeit trank.[6] Wein war in dieser Gegend zu jener Zeit noch unbekannt. Später wurde die Villa als Unterkunft und Schule für die Arbeiterinnen genutzt.
- „Unterkünfte der Arbeiterinnen“, zudem sind Waschräume einsichtig.
- „Krankenstation“: für erkrankte Mitarbeiter
- „Haus für die französischen Trainerinnen:“ Das im Jahre 1873 für französische Arbeiterinnen gebaute zweistöckige Gebäude weist Merkmale, wie zum Beispiel einen Balkon, auf, die in traditionellen japanischen Häusern unbekannt sind. Die Trainerinnen brachten den japanischen Arbeiterinnen den Umgang mit den Seidenwickelmaschinen bei.
- „Haus des Bauaufsehers:“ Es wurde ursprünglich für die französischen technischen Berater gebaut und wird jetzt als Büroraum genutzt. Im zweiten Stock befindet sich ein VIP-Raum mit einem Kamin aus Marmor. Mitglieder der kaiserlichen Familie und hochrangige Regierungsbeamte scheinen das fast im Originalzustand erhalten gebliebene Haus benutzt zu haben.
- „Bürogebäude“: dient der Verwaltung.

## Standort
Die Seidenfabrik in Tomioka liegt etwa 100 km nordwestlich von Tokio.
Die Stadt Tomioka und die Umgebung von Tomioka wurden als idealer Standort für die Seidenproduktion ausgewählt, da:
- in der Umgebung ausreichende Mengen an Kokons produziert werden konnten (Die ehemaligen Produktionsstätten sind Teil des UNESCO-Weltkulturerbes und können besichtigt werden.[1])
- die Versorgung der Seidenfabrik in Tomioka  mit Frischwasser durch den nahe gelegenen Fluss Kabura gesichert war
- für die Dampfmaschine genügend Kohle aus den umliegenden Ortschaften zur Verfügung stand
- ein ausreichend großes Grundstück vorhanden war
- die einheimische Bevölkerung sich dazu bereiterklärte, einen von Ausländern geleiteten Fabrikkomplex zu bauen.[7]

Da das UNESCO-Weltkulturerbe „Die Stätten der Seidenspinnerei in Tomioka“ einen Gesamtkomplex der Seidenproduktion darstellt, besteht es aus, den in der Umgebung gelegenen vier Stätten: dem Kühlungsspeicher von Arafune, das ehemals größte Lager für die Eier des Seidenspinners, die Schule für Seidenproduktion in Takayama-sha, die Seidenproduktionsfarm in Tajima Yahei und aus der Seidenfabrik in Tomioka selbst.

## Bildergalerie

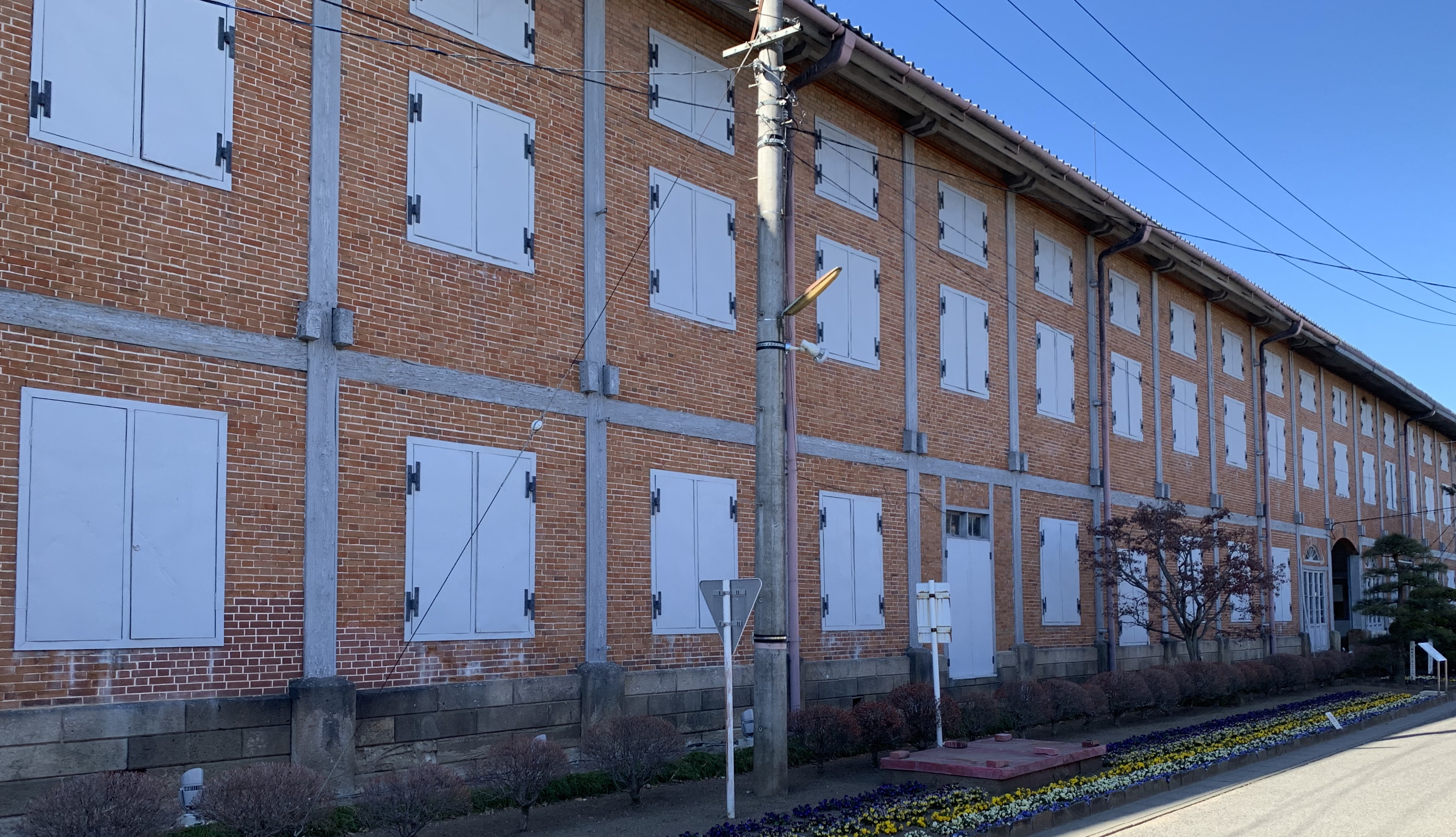
Das östliche Lagerhaus
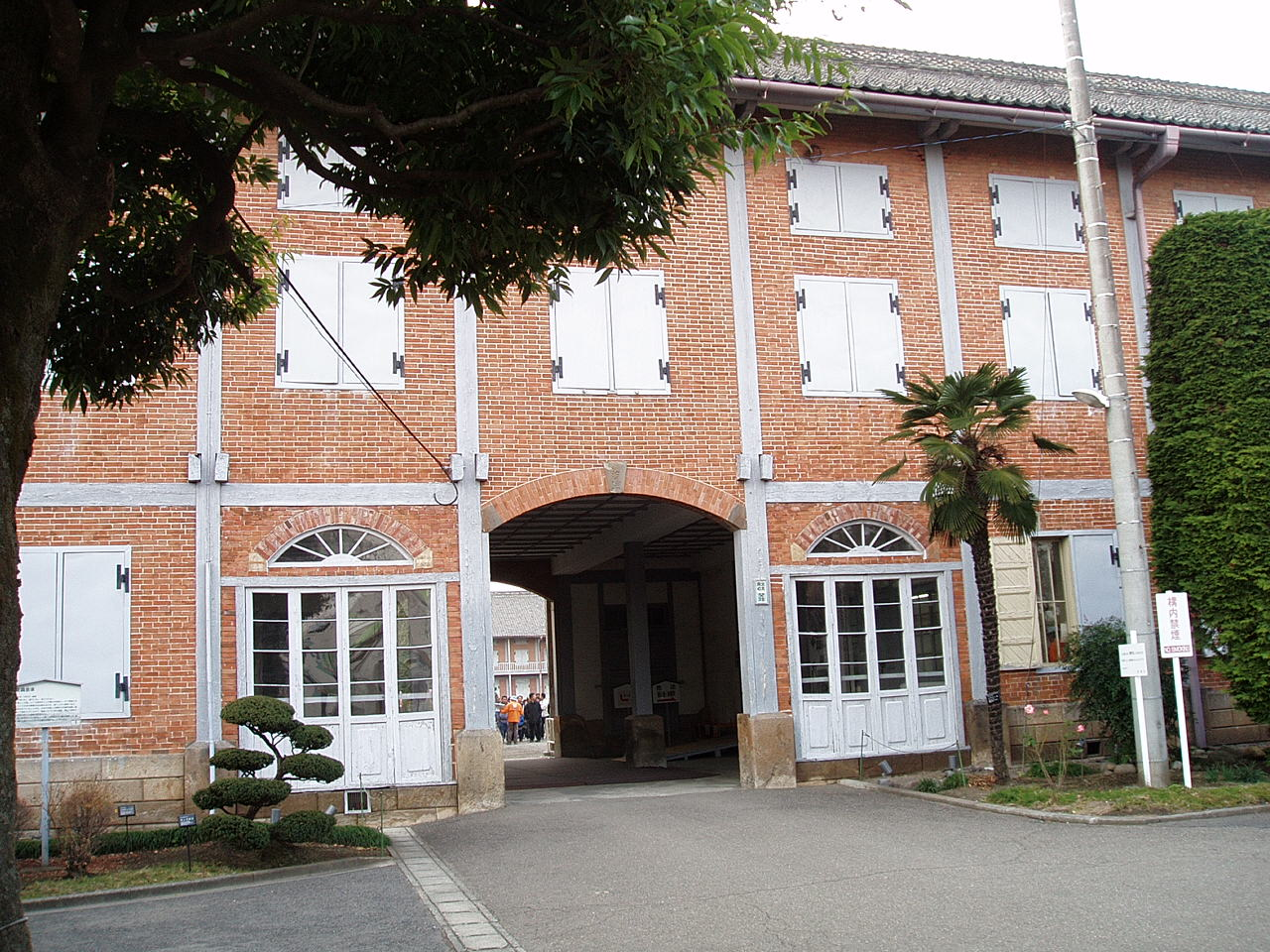
Durchgang im östlichen Lagerhaus
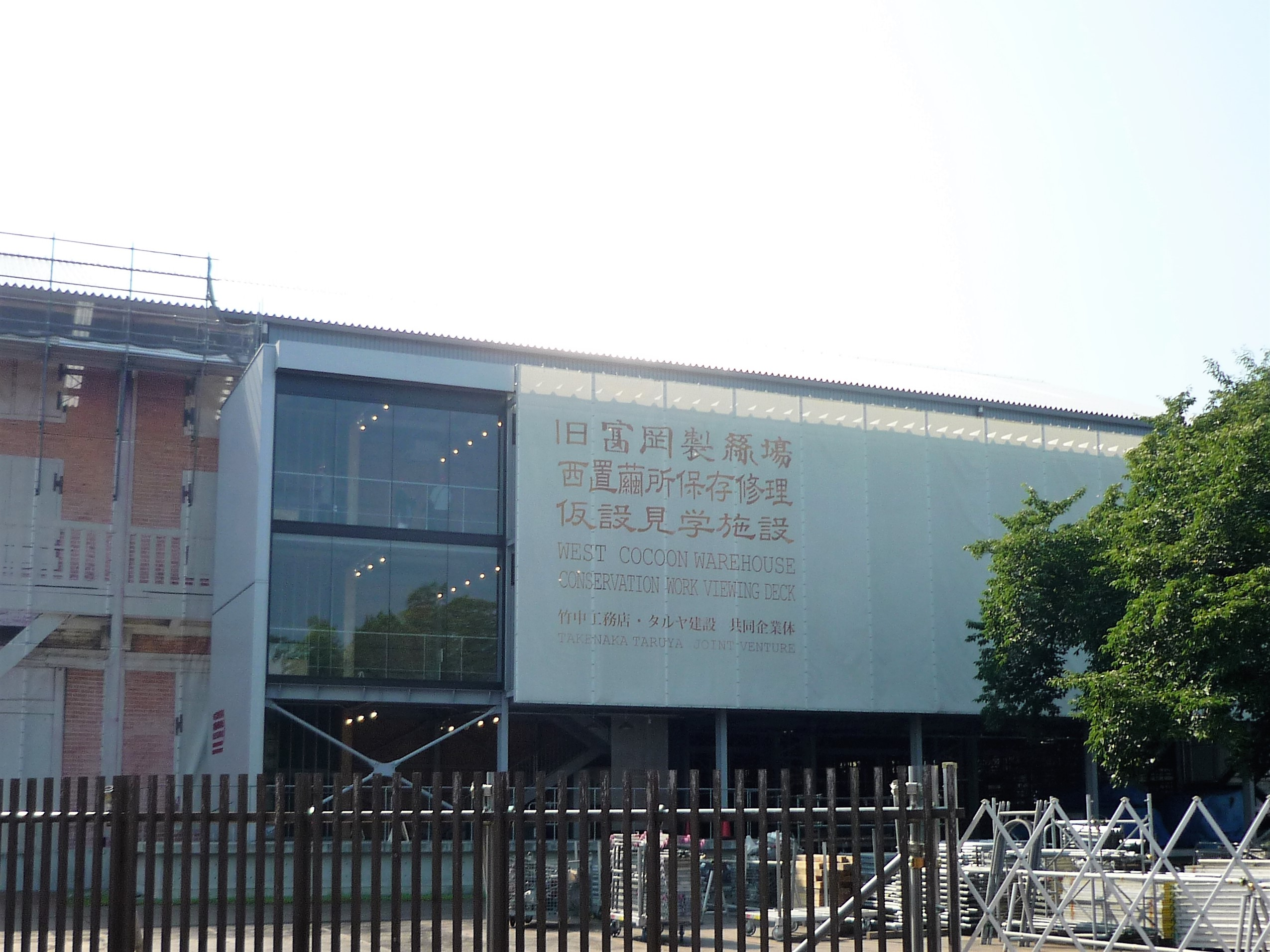
Das westliche Lagerhaus
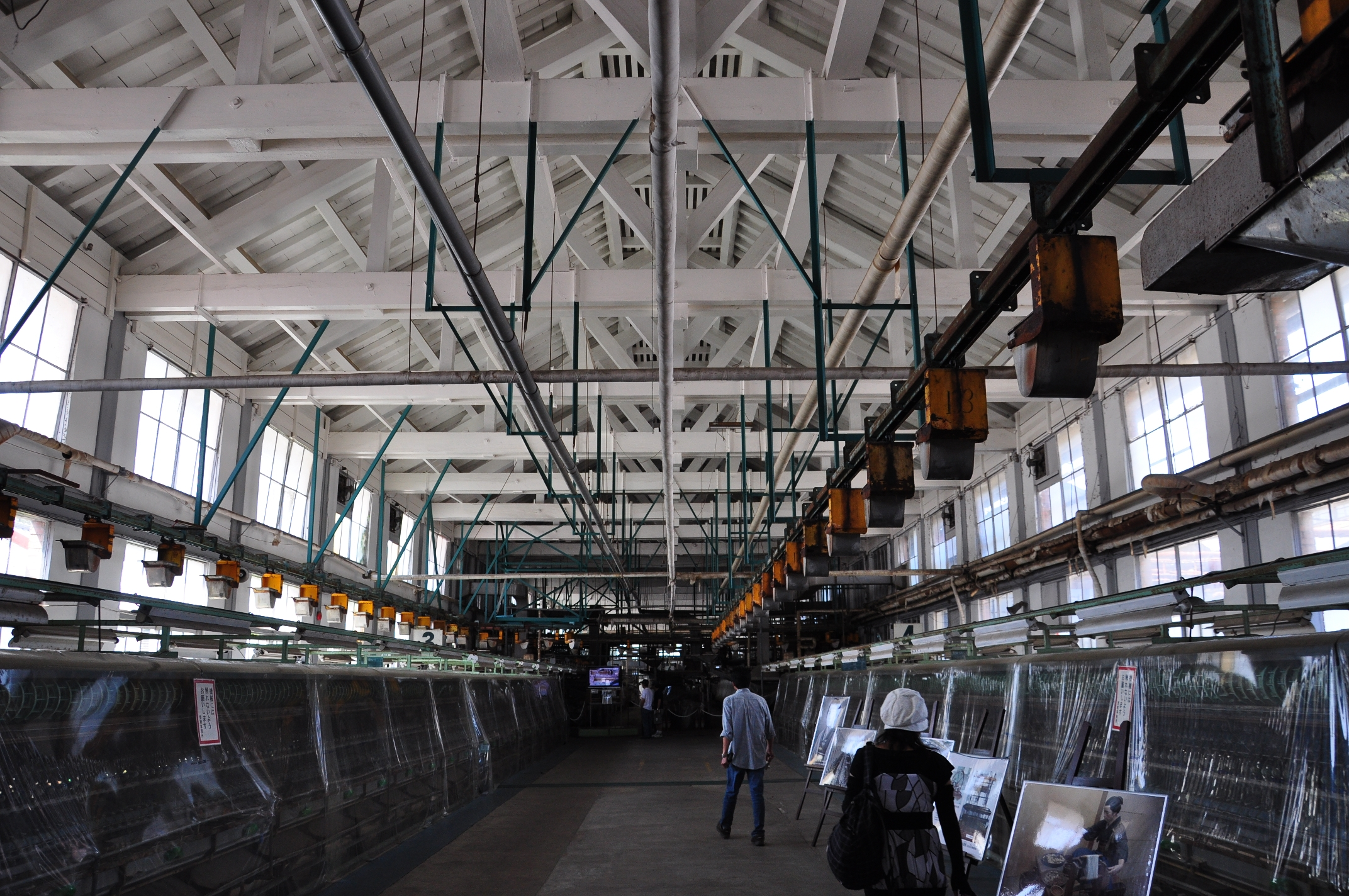
Maschinenhalle
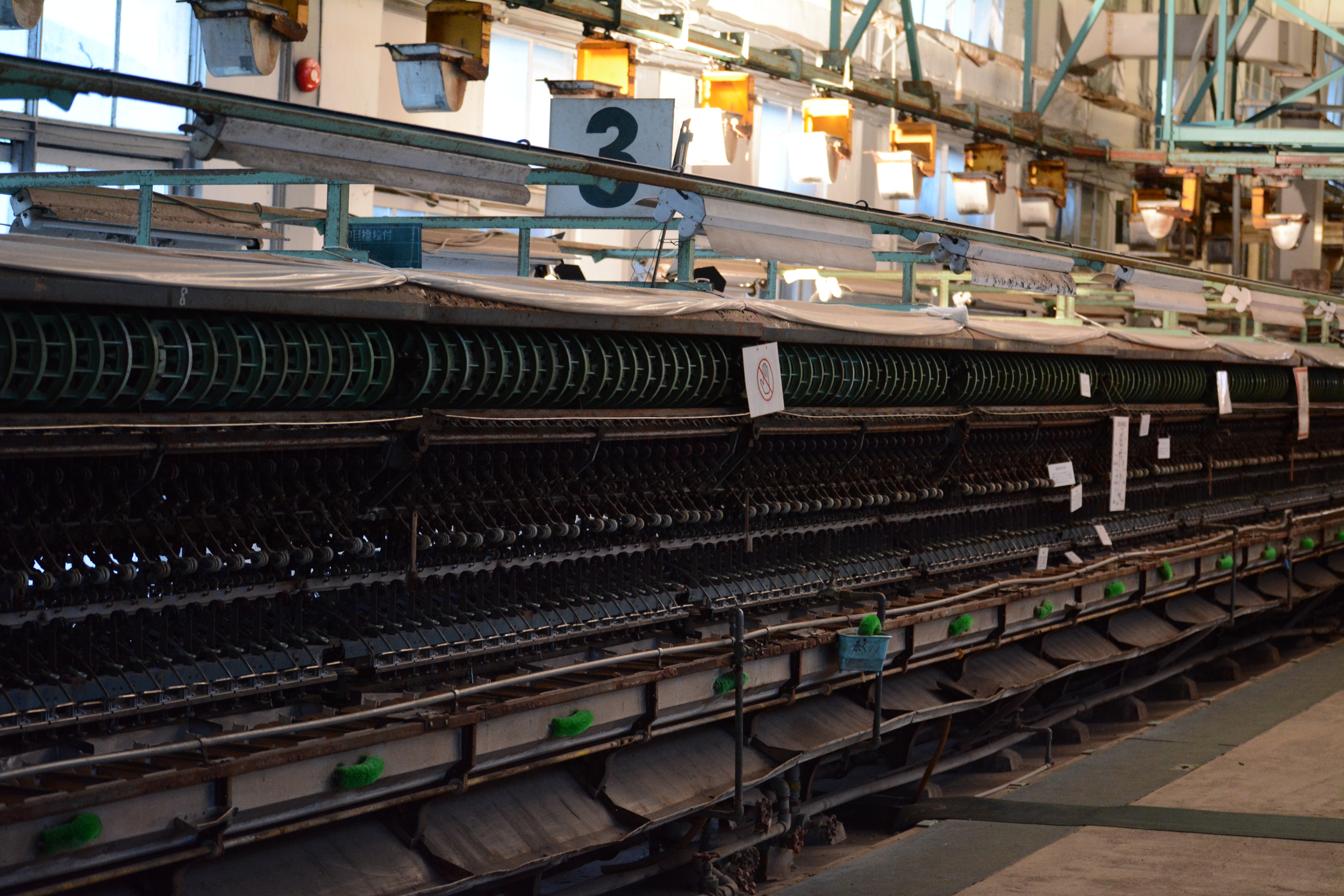
Seidenwickelmaschine
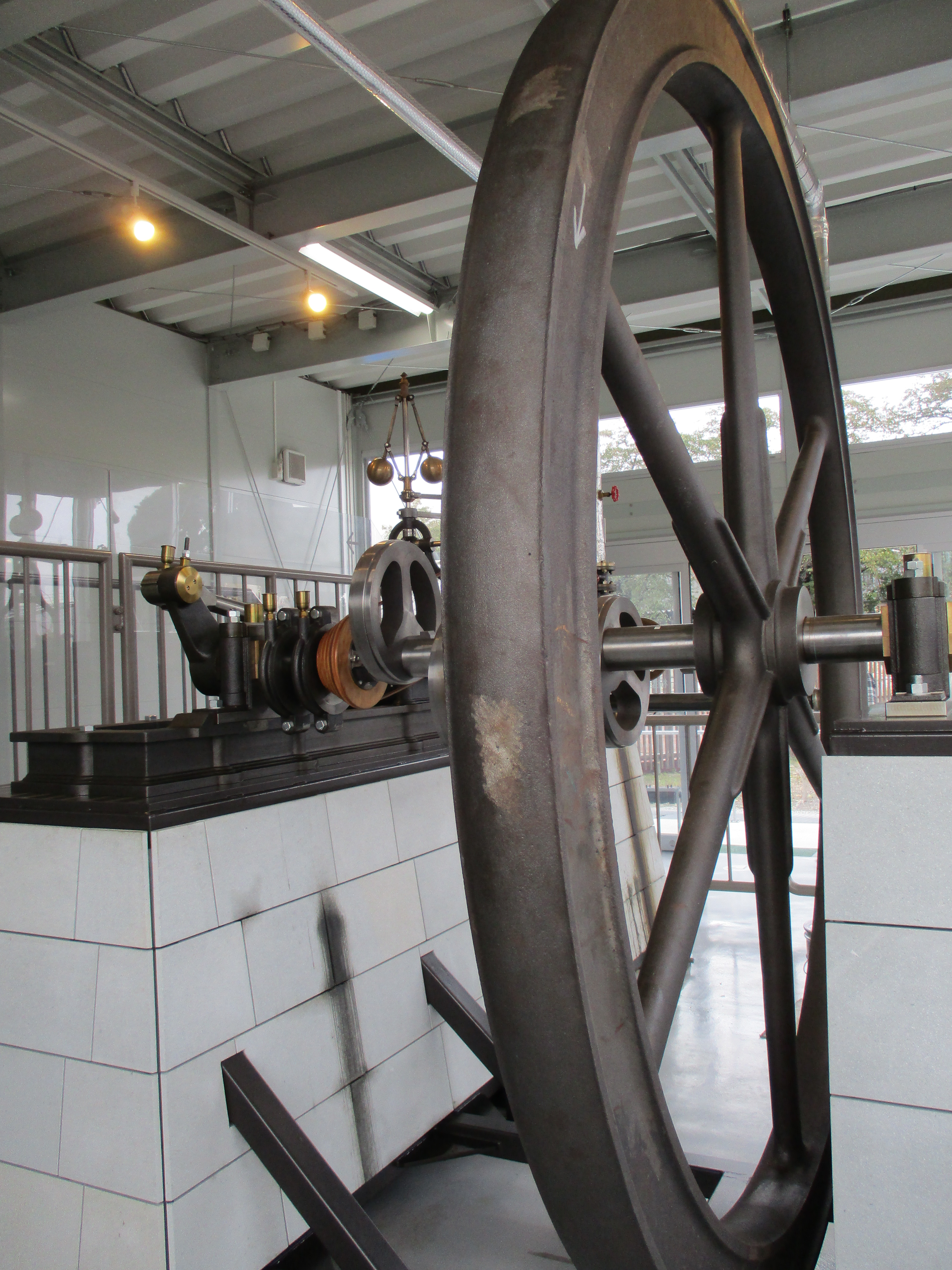
Dampfmaschine
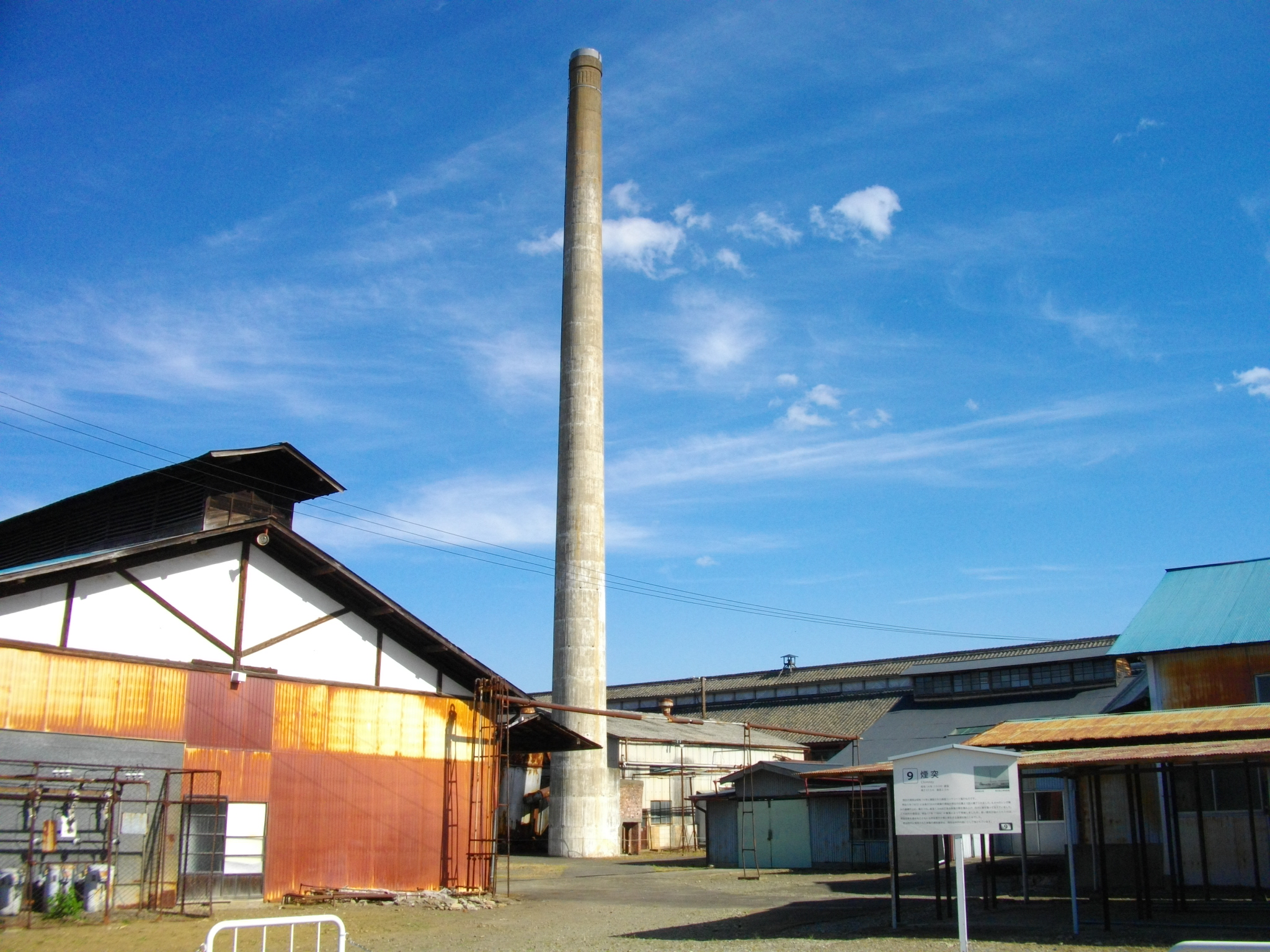
Schornstein
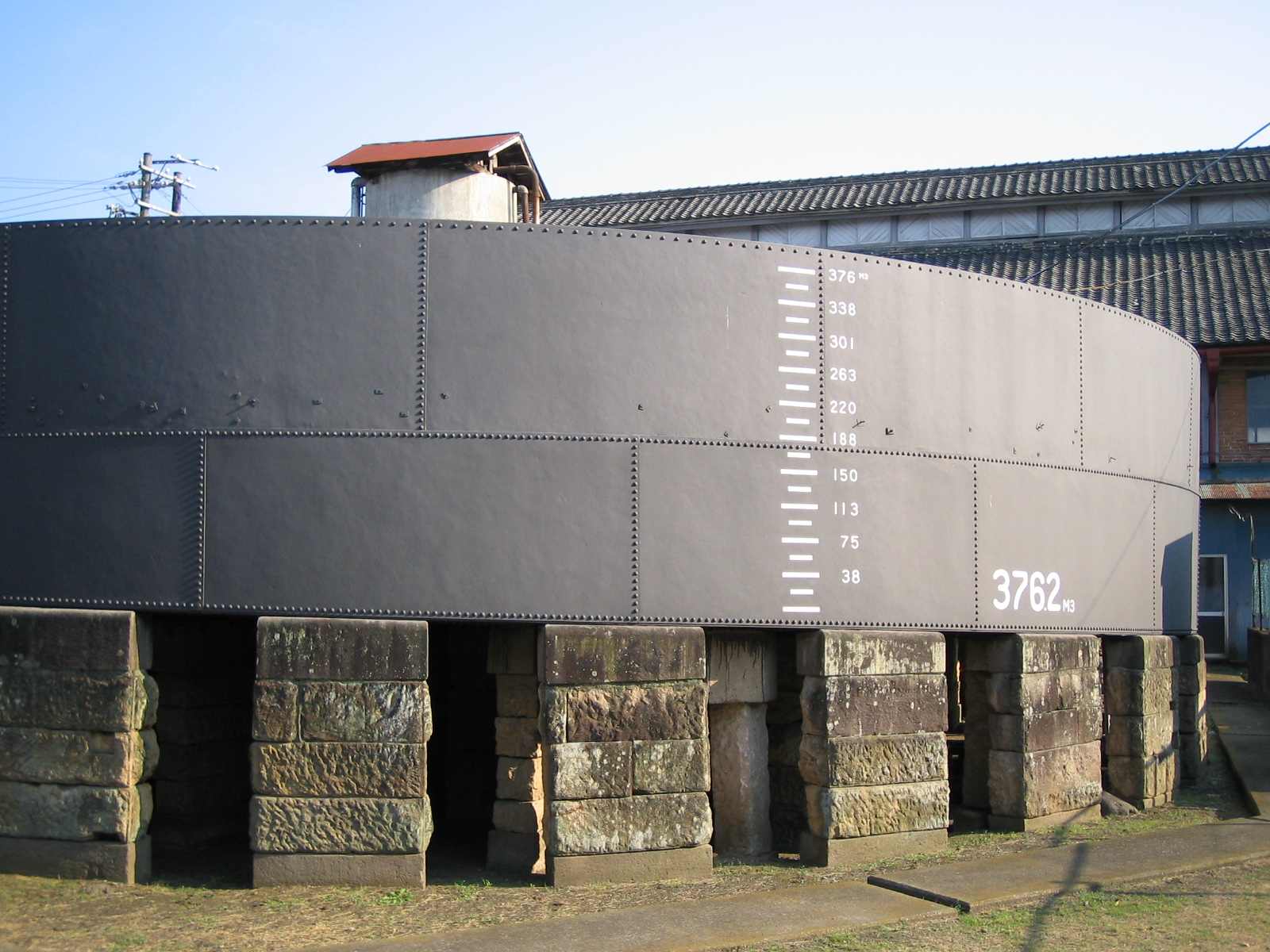
Stahlwassertank
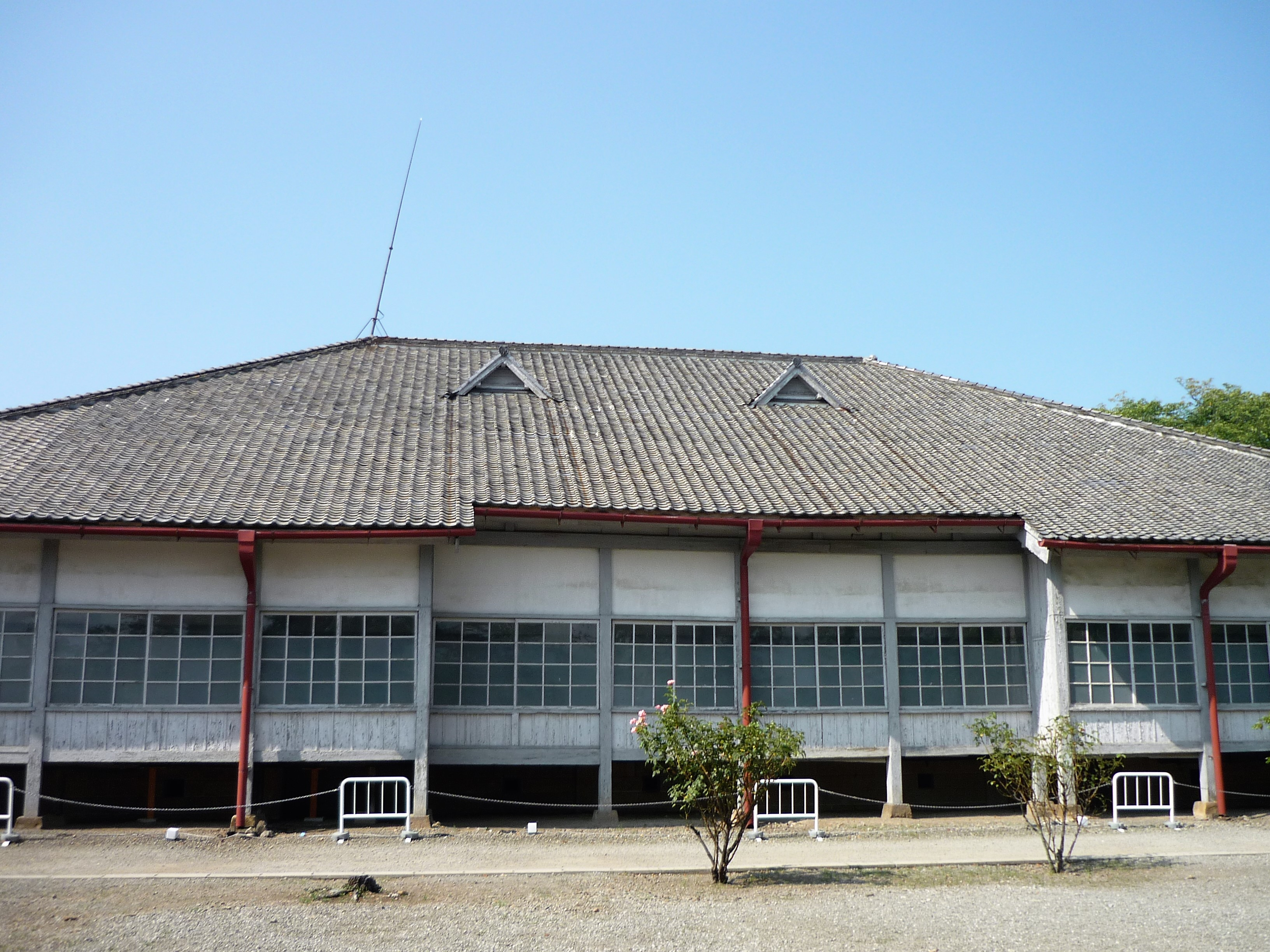
Villa des französischen Fabrikdirektors Paul Brunat
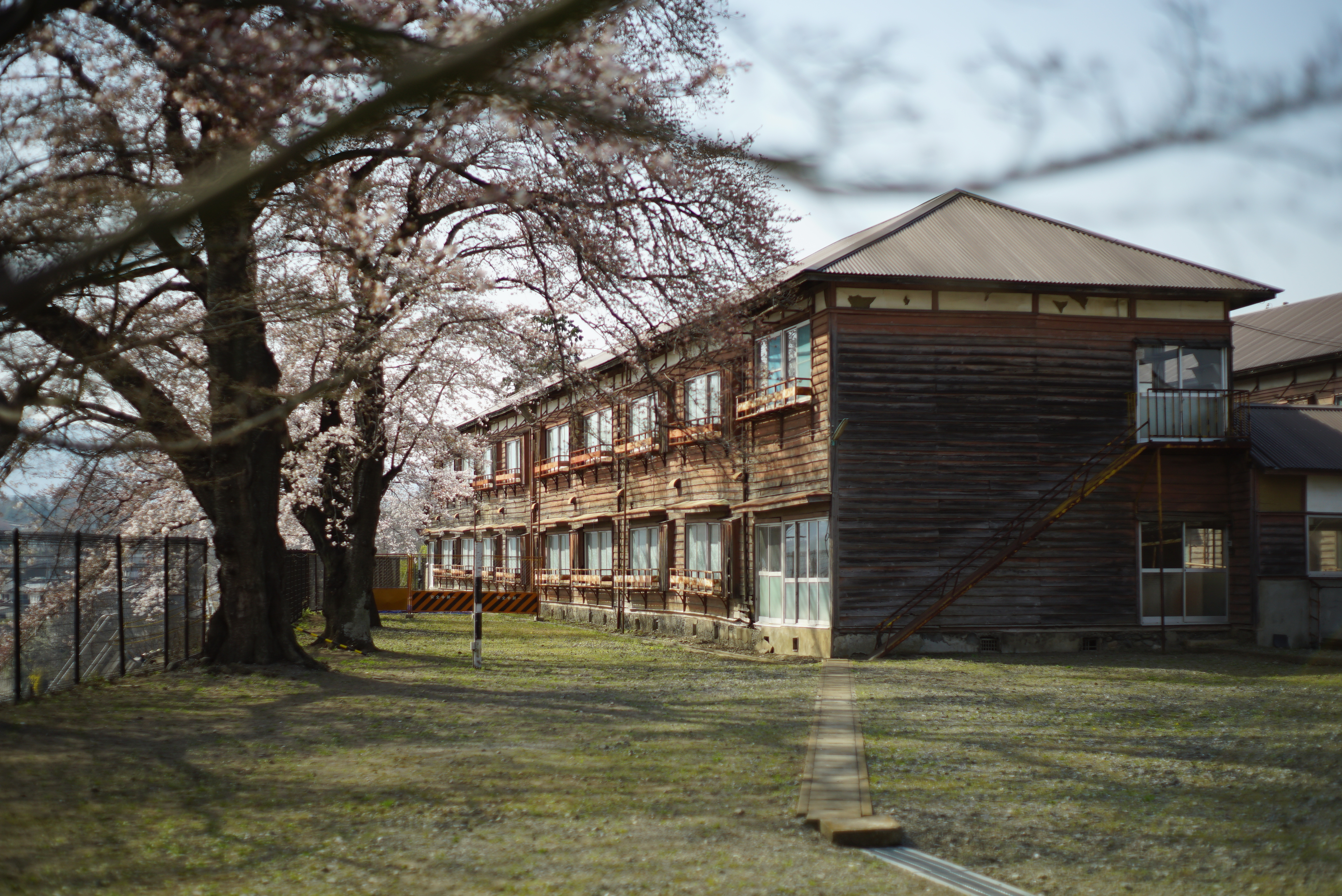
Unterkünfte der Arbeiterinnen
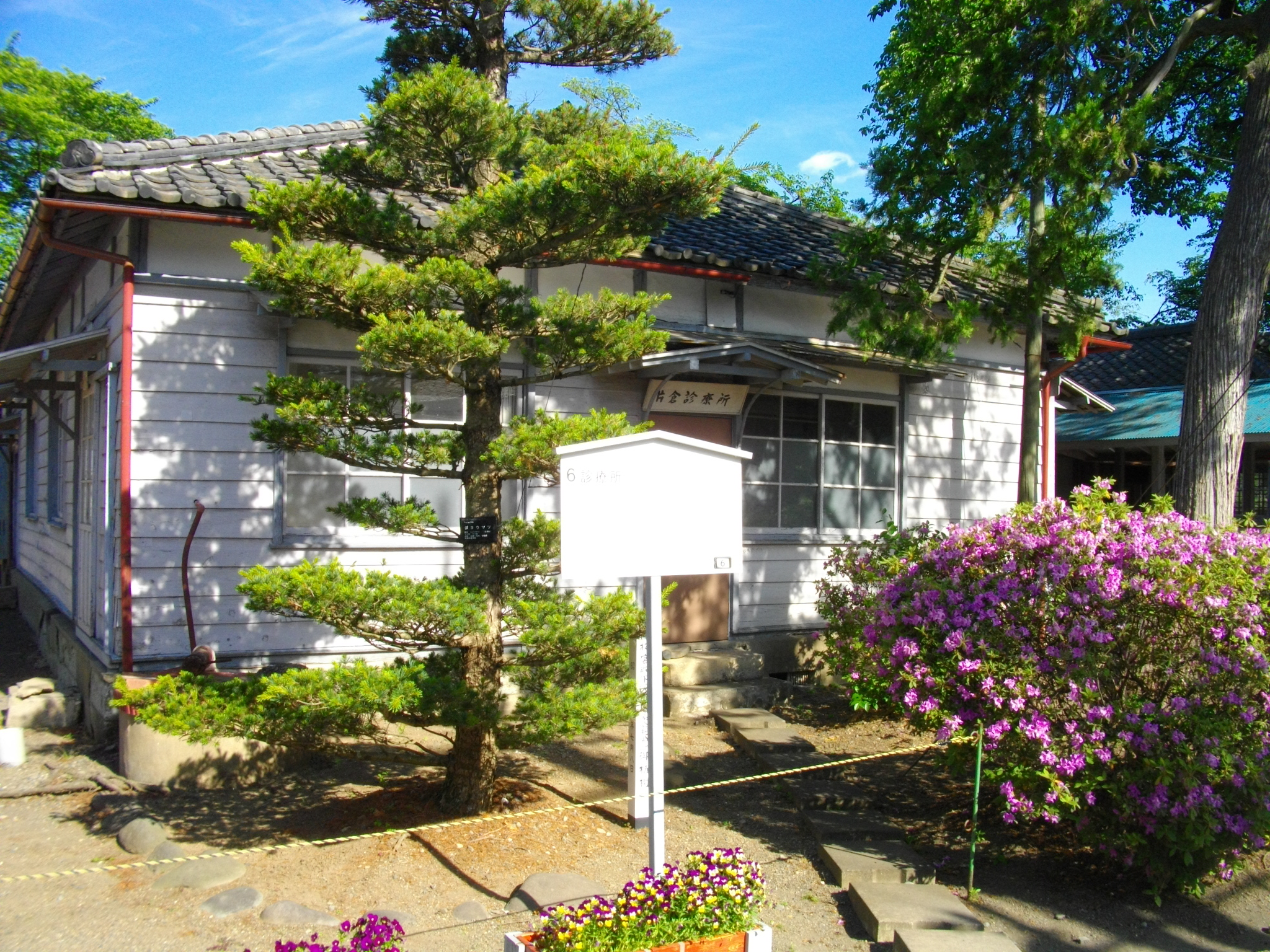
Krankenstation
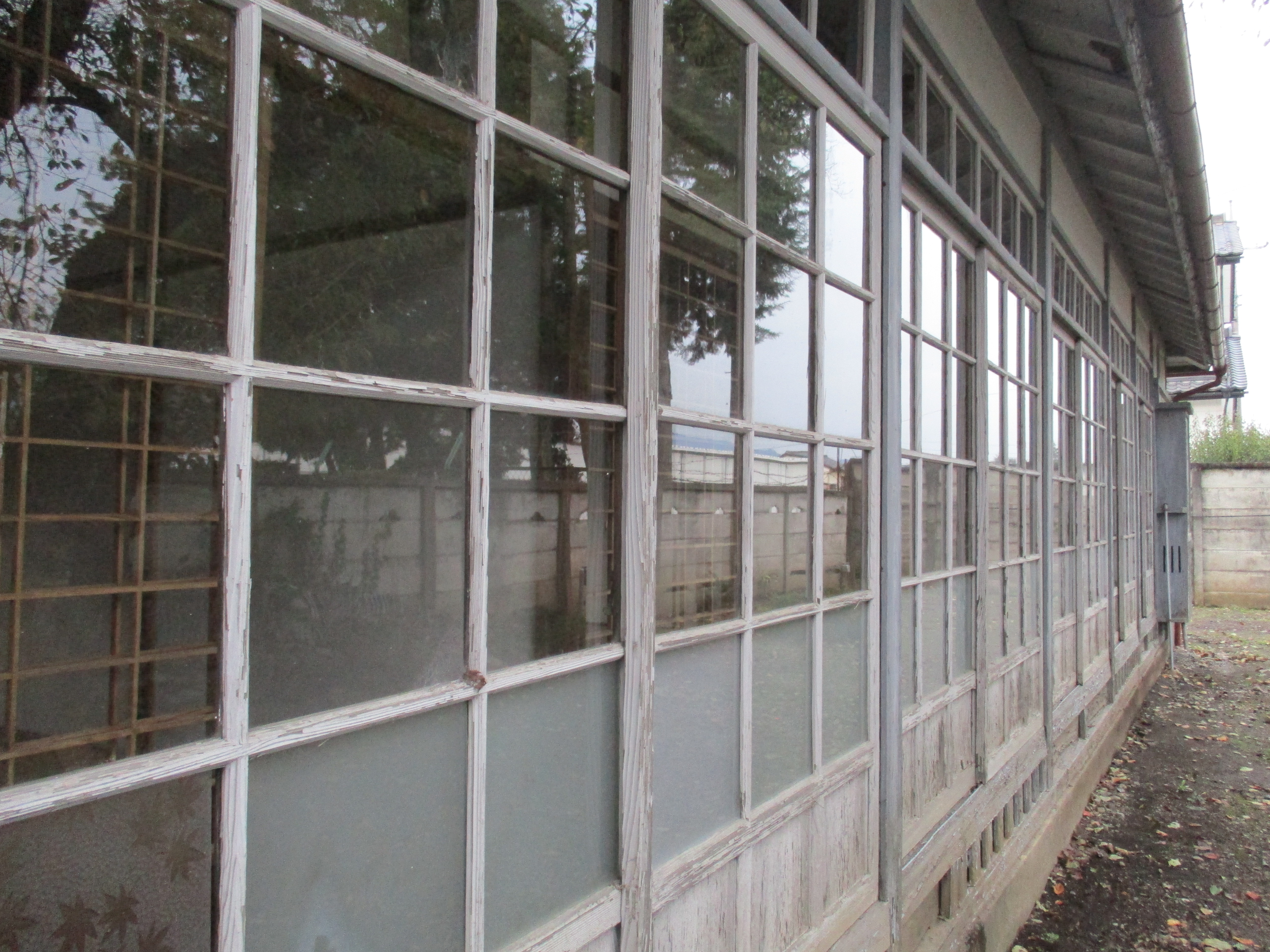
Krankenzimmer der Krankenstation
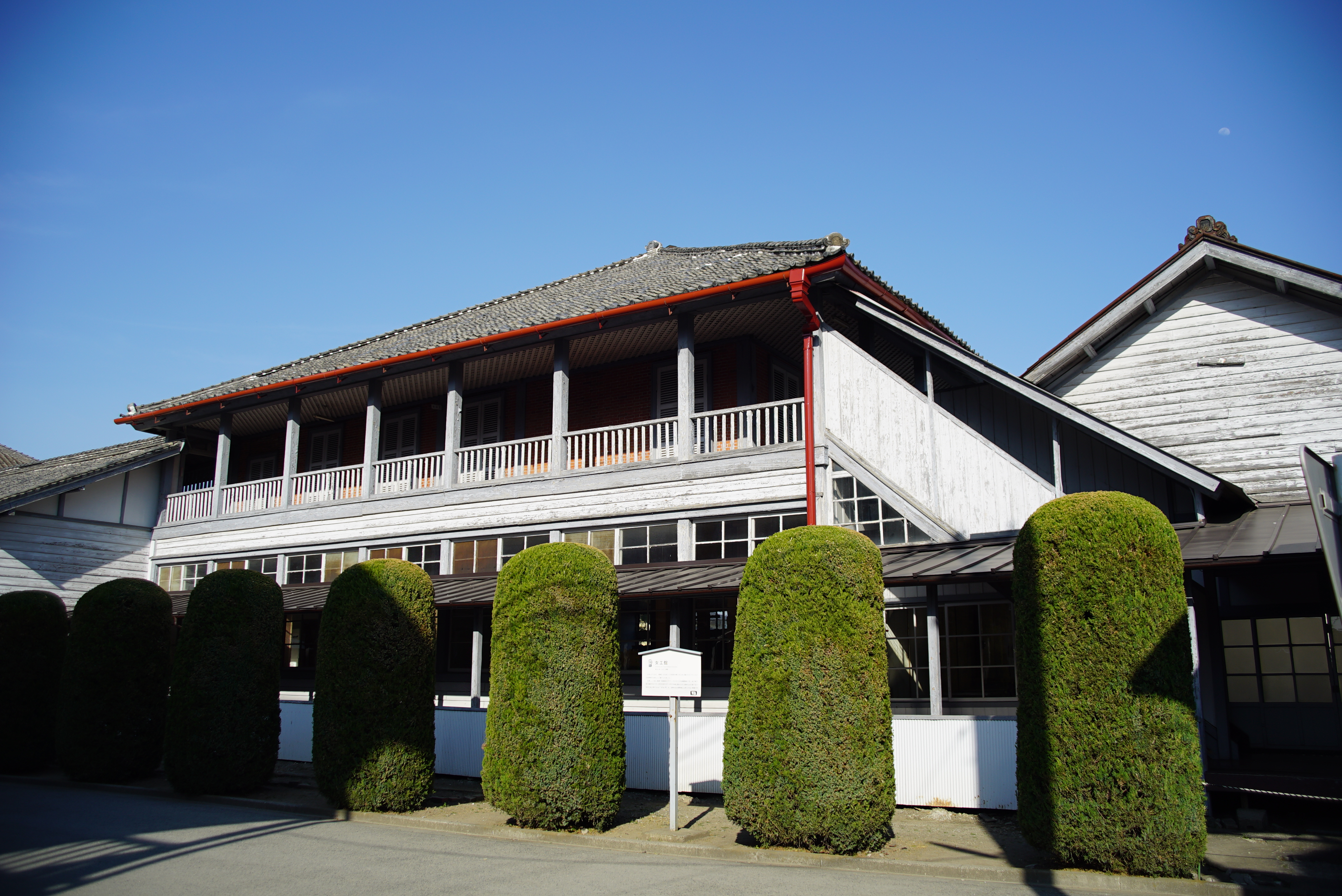
Haus für die französischen Trainerinnen
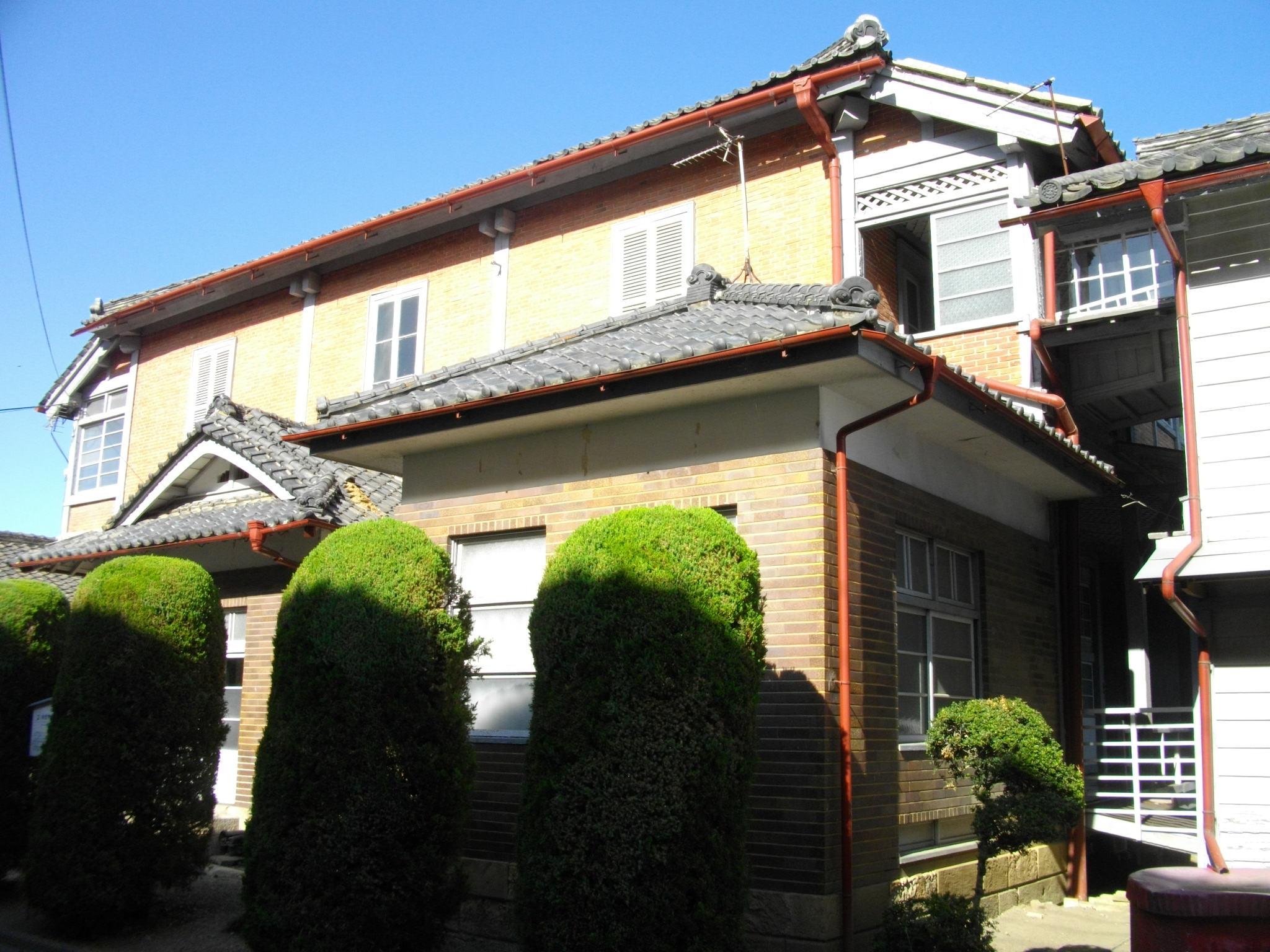
Haus des Bauaufsehers
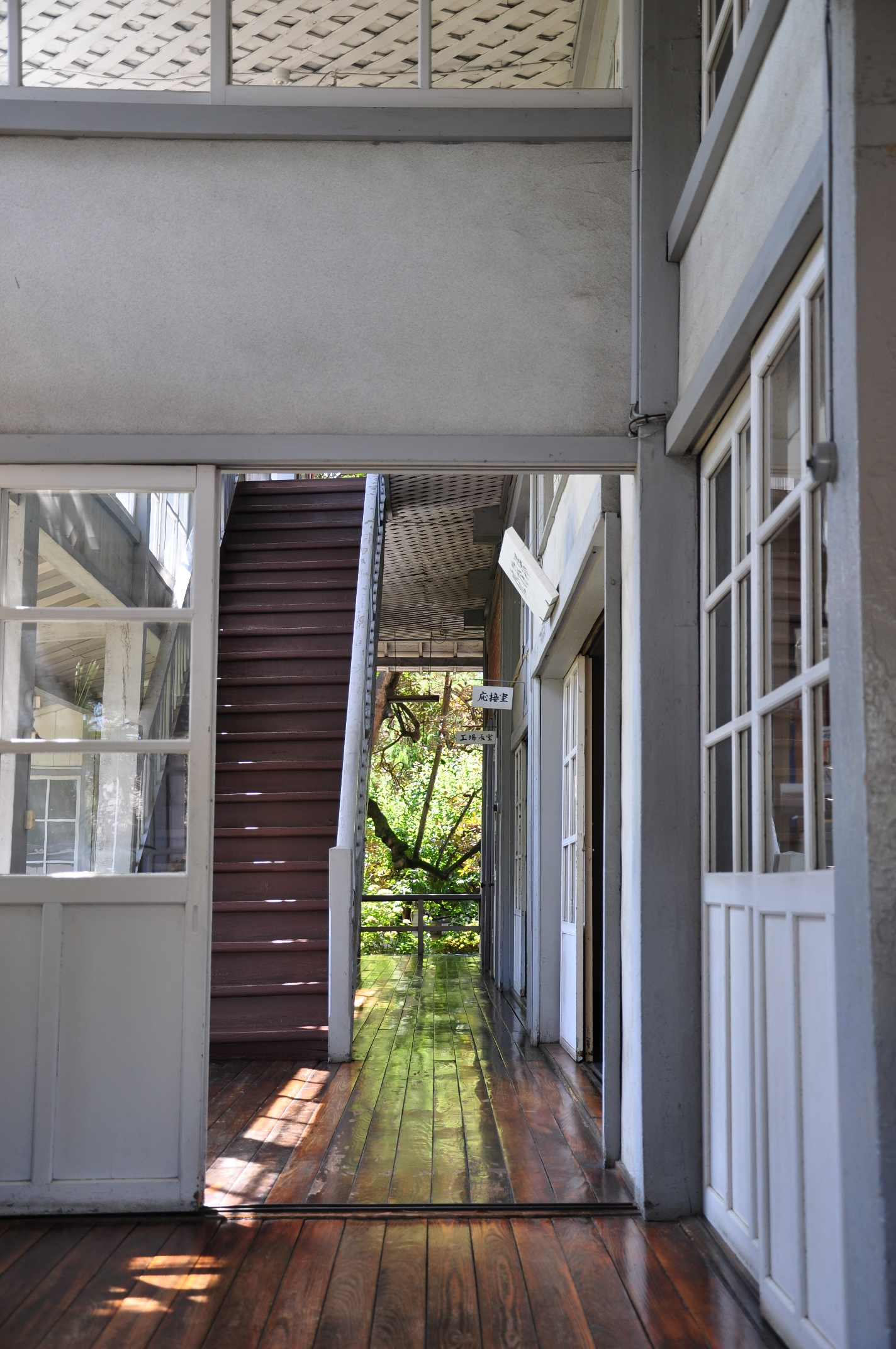
Bürogebäude
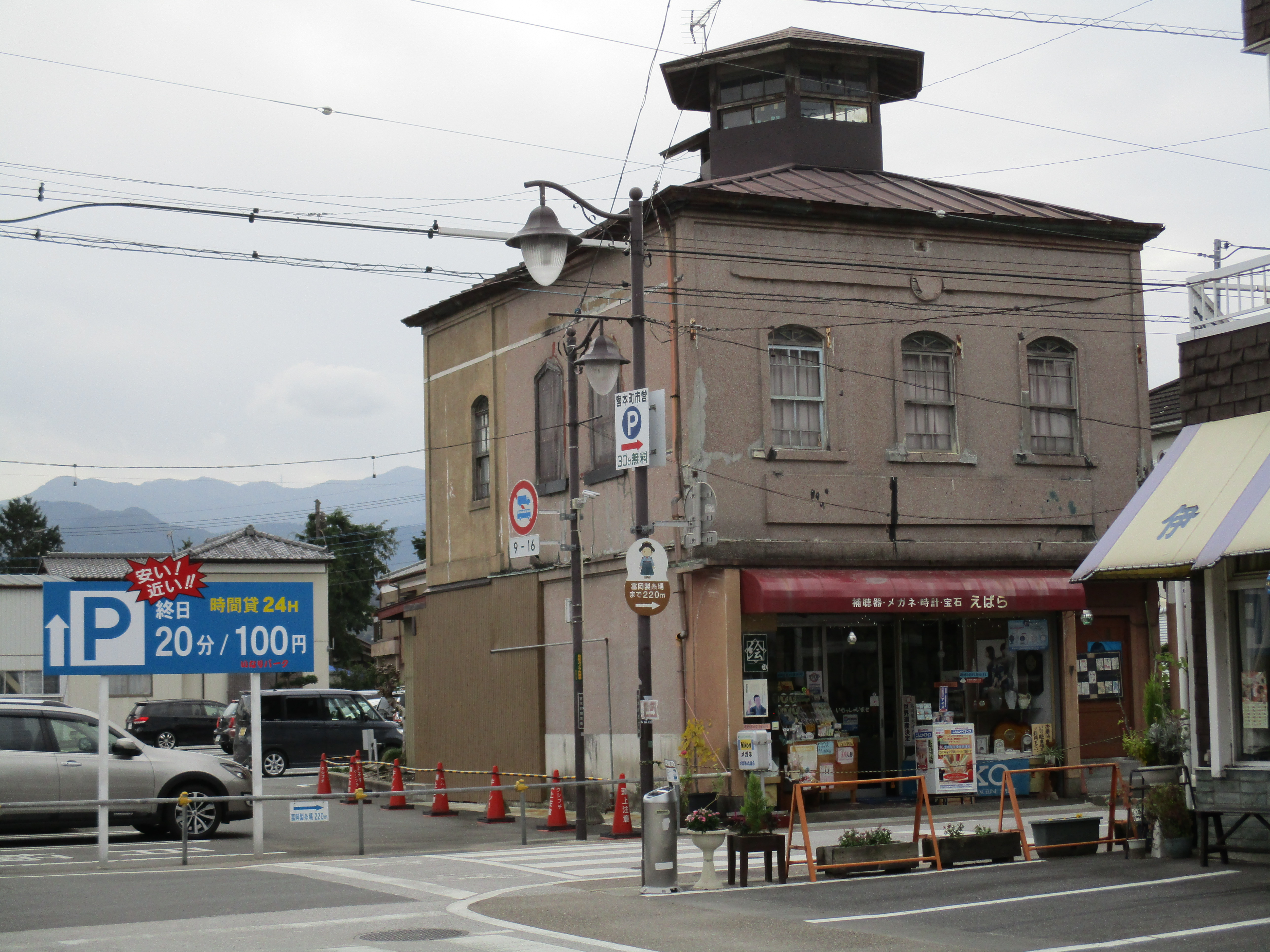
Auffälliges Gebäude an der Shiromachi Straße
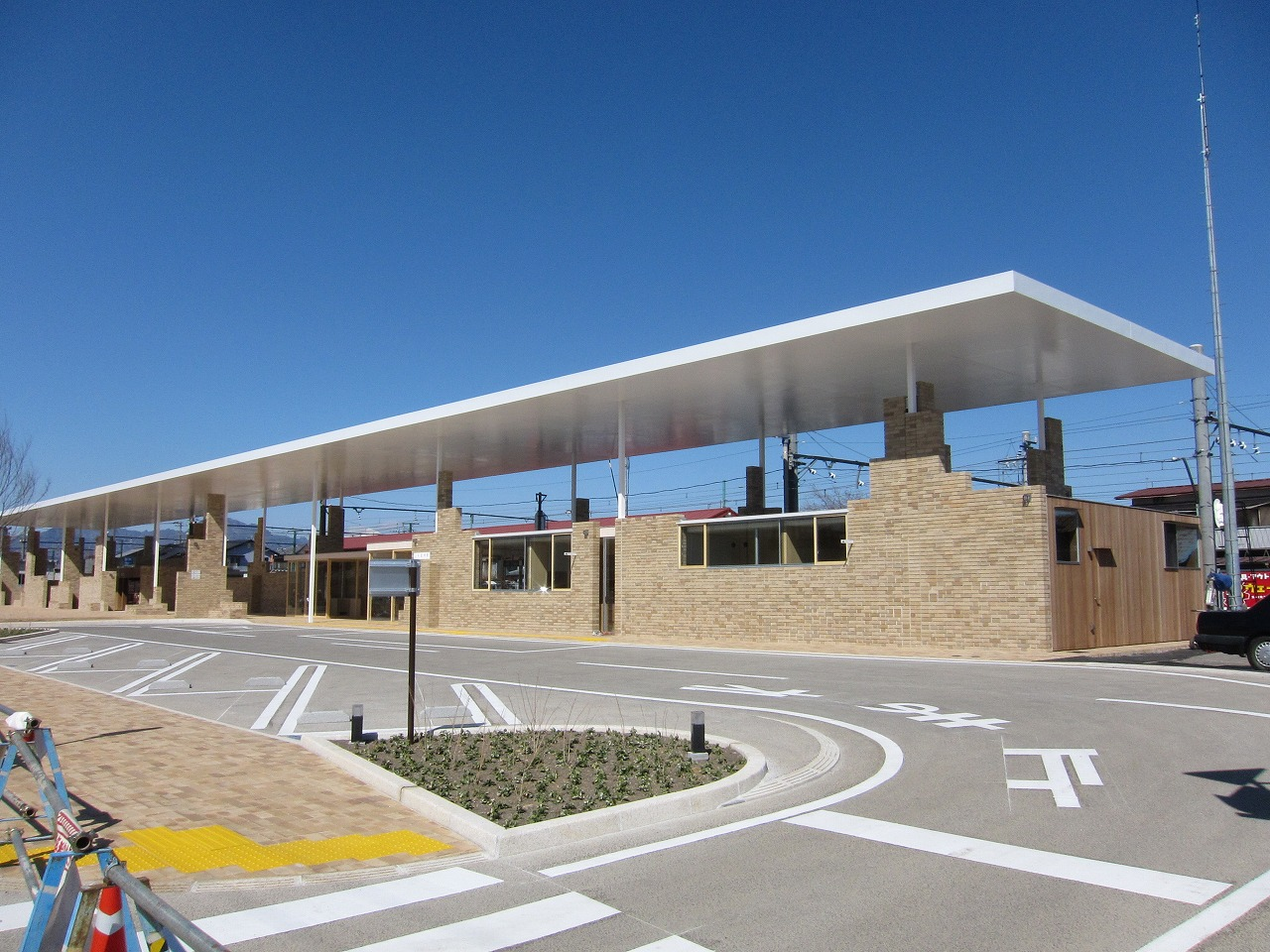
Bahnhof Jōshū-Tomioka

## Film
„Rotes Tasuki – Die Geschichte der Seidenfabrik in Tomioka“ (2016) (japanisch 紅い襷 〜富岡製糸場物語〜（2016年)